# Bernardo di Roma
Bernardo (Roma, XIV secolo – Sutri, 1406) è stato vescovo di Sutri dalla fine del XIV secolo al 1406 circa.

## Biografia
Ignote sono le origini di Bernardo, nato probabilmente a Roma, membro dell'Ordine carmelitano. Studiò teologia all'università di Parigi dal 1369 al 1373 ottenendone la licenza. Fu magister nella stessa università, dove insegnò Sacra scrittura. Occupò diversi incarichi nel suo Ordine: prese parte ai capitoli generali nel 1364 a Montepulciano, nel 1366 a Montauban, nel 1372 a Aix-en-Provence, nel 1375 a Pau e nel 1379 a Bruges.
Autore di diverse pubblicazioni, di lui sono ricordate tre opere, oggi andate perdute:
- Commentaria in libros Sacrae Scripturae quosdam
- Lectura in libros quattuor Sententiarum
- Sermones ad clerum Romanum.

In epoca imprecisata, dopo il 1379, divenne vescovo di Sutri, succedendo a Domenico III (nominato il 25 gennaio 1377). Non si conosce nulla della sua attività come vescovo sutrino. Tra il 1395 e il 1403 è menzionato in alcuni atti notarili conservati nell'archivio storico di Sutri e in quello di Capranica. Alcuni autori ritengono che abbia esercitato le funzioni di ausiliare del cardinale di Porto, e che lui stesso sia stato elevato alla porpora cardinalizia.
Secondo Ughelli, nel 1406 ricevette da papa Innocenzo VII l'autorizzazione a fare testamento. Morì quello stesso anno, poiché, il 16 giugno 1406, il papa nominò Andrea come suo successore sulla cattedra sutrina.